# John B. Gurdon
Sir John Bertrand Gurdon (Dippenhall, 1933. október 2. –) brit fejlődésbiológus. Hírnevét a szomatikus sejtek maganyagának transzplantációja és a klónozás terén végzett kutatásaival alapozta meg. Eredményeiért 2009-ben megkapta a Lasker Award kitüntetést, majd 2012-ben Jamanaka Sinja japán kutatóval megosztva megkapta a fiziológiai és orvostudományi Nobel-díjat azért a felfedezésért, hogy az érett sejteket vissza lehet programozni pluripotens sejtekké (őssejtekké), amelyekből a test valamennyi szövete kialakítható.

## Tanulmányai
Gurdon az Eton College-ban végezte tanulmányait, ahol évfolyama 250 hallgatója közül az utolsó volt biológiából, és a többi tárgyból is a gyengébbek közé tartozott. Az egyik értékelésébe ezt írták: „Azt hiszem, tudós akar lenni, de jelenlegi eredményei alapján ez teljesen nevetséges.” Gurdon később megtartotta és bekereteztette ezt az értékelést és egy interjúban elmondta: „Amikor problémáim vannak, például egy kísérlet nem sikerül, ami elég gyakran előfordul, akkor jó, hogy emlékeztet valami arra, hogy talán nem is vagyok olyan jó ebben a szakmában és talán ennek a tanárnak volt igaza.”
Egyetemi tanulmányait az Oxfordi Egyetem Christ Church kollégiumában végezte, ahol előbb görög-latin szakos volt, de később átnyergelt zoológiára. Doktori fokozatához a Xenopus nemzetséghez tartozó békákon végzett tanulmányokat a sejtmagátültetés területén. Témavezető professzora Michael Fischberg volt. Posztdoktorális tanulmányait a kaliforniai California Institute of Technology-en végezte, majd visszatért Nagy-Britanniába, ahol 1962 és 1971 között az Oxfordi Egyetem Zoológiai Tanszékén tanított.
Kutatói karrierjének jelentős részét azonban a Cambridge-i Egyetemen töltötte, először a molekuláris biológiai laborban (1971-1983), majd visszatért a Zoológiai Tanszékre (1983-tól napjainkig). 1989-ben alapító tagja volt a sejt- és rákkutatással foglalkozó Wellcome/CRC Institute for Cell Biology and Cancer intézetnek, 2001-ig a szervezet elnöke volt. 1991 és 1995 között a bioetikai kérdésekkel foglalkozó Nuffield Council on Bioethics tagja volt. 1995 és 2002 között a Cambridge-i Egyetemen a Magdalena College vezetője volt.

## Kutatásai

### Sejtmagátültetés
1958-ban az Oxfordi Egyetemen Gurdon sikerrel klónozott egy, a Xenopus nemhez tartozó békaporontyot a testi, más néven szomatikus sejtekből származó sejtmag átültetésével. Munkája továbbvitte a Briggs és King által 1952-ben elért eredményeket, akik az embrionikus csíralemezből vett sejtmagokat ültettek át. Gurdon azonban még nem tudta meggyőzően bizonyítani, hogy a sejtmag egy teljesen differenciálódott, testi sejtből származott. Ezt csak 1975-ben a bázeli Immunológiai Intézetben dolgozó kutatócsoportnak sikerült elérni. A svájci kutatók egy antitesteket előállító (teljesen kifejlett) limfocita sejtmagját ültették át egy petesejtbe és végül egy élő békaporontyokat tudtak előállítani.
Gurdon kísérletei nagy visszhangot keltettek a tudományos világban, az általa kifejlesztett módszerek és eszközök még ma is használatosak. Bár a „klón” kifejezést(az ógörög κλών alapján) már a 20. század kezdetétől használták, de csak növénytermesztési vonatkozásban. 1963-ban a brit J. Haldane biológus használta első alkalommal állatokkal kapcsolatban, amikor Gurdon eredményeiről írt.

### Hírvivő RNS
Gurdon és kollégái voltak az elsők között, akik a Xenopus nemhez tartozó békákat, illetve a belőlük származó petesejteket használtak a hírvivő RNS-el kapcsolatos kutatásaik során, amikor a fehérjeszintézisre vonatkozó információs átadását és a fehérjék szerepét vizsgálták.

### Sejtdifferenciálódás
Gurdon jelenlegi kutatásai a sejtdifferenciálódásra irányulnak, többek között a sejtek differenciálódásának folyamatát beindító sejtközi folyamatokra. Másik kutatási területe a sejtmagátültetési kísérletekben a sejtmag átprogramozásának mechanizmusai, többek között a hiszton változatok szerepének feltárása és a DNS demetilációja (ami a gének újraaktiválásához szükséges).

## Politikai és vallási nézetei
2012-ben egy interjúban a következő nyilatkozatot tette: „Politikai téren középutas nézeteim vannak, egyetlen dolgot ellenzek csak, mégpedig azokat az embereket, akik nem dolgoznak és azt hiszik, hogy az államnak kell támogatni őket. Nagyon tisztelem azokat, akik sokat dolgoznak az életben és jelentős a hozzájárulásuk. Vallási téren, apám minden vasárnap reggel elvitt minket a templomba és én támogatom az egyház tevékenységét. Vallási nézetek terén azonban inkább agnosztikusnak mondanám magam arra alapozva, hogy „nincs tudományos bizonyítéka egyik oldalnak sem”. Időnként azért előadásokat tartok teológushallgatóknak is. Nem hiszem, hogy az agnosztikus pozíció tarthatatlan lenne, személy szerint erősen támogatom azt, amit az egyház végez, de a tény, hogy nem tudom bizonyítani azt, amiben hiszünk, jó alapot ad arra, hogy agnosztikusnak hívjanak. Richard Dawkins nézetei igen szélsőségesek, de ez jó televíziós személyiséggé teszi, nem sokkal utánam volt az egyetemen és Tinbergen alatt dolgozott, felkelti az emberek érdeklődését a tudomány felé és ez jó dolog, bár nem értek egyet a vallásról kialakított nézeteivel.”

## Díjak és kitüntetések
1971-ben beválasztották a brit Royal Society tagjának. 1995-ben lovagi címet kapott. 2004-ben a részben általa alapított és 2002-ig általa vezetett Institute for Cell Biology and Cancer sejt- és rákkutatással foglalkozó intézetet tiszteletére átnevezték Gurdon Institute-nak. Pályafutása során számtalan díjat és kitüntetést kapott, többek között 2009-ben az Albert Lasker Basic Medical Research Award-ot.

## Nobel-díj
2012. október 8-án jelentette be a Svéd Tudományos Akadémia, hogy a 2012-es orvosi Nobel-díjat megosztva ítélték oda Gurdonak és a Jamanaka Sinjának, azért a felfedezésért, hogy az érett sejteket vissza lehet programozni pluripotens sejtekké, amelyekből a test valamennyi szövete kialakítható.

## Fordítás
Ez a szócikk részben vagy egészben  a   John Gurdon című angol Wikipédia-szócikk ezen változatának fordításán alapul.  Az eredeti cikk szerkesztőit annak laptörténete sorolja fel. Ez a jelzés csupán a megfogalmazás eredetét és a szerzői jogokat jelzi, nem szolgál a cikkben szereplő információk forrásmegjelöléseként.